# Zero Dark Thirty
Zero Dark Thirty (bra: A Hora Mais Escura; prt: 00:30 Hora Negra) é um filme de suspense, dirigido e co-produzido por Kathryn Bigelow, com roteiro de Mark Boal que já trabalharam juntos em The Hurt Locker. Anunciado como o filme que conta "a história da maior caçada humana da história para o homem mais perigoso do mundo", narra os esforços americanos para capturar e matar Osama bin Laden. É estrelado por Jessica Chastain, Kyle Chandler, Édgar Ramírez, Joel Edgerton e Mark Strong.
Toda a produção do filme teve que ser reformulada, por causa da morte de Osama Bin Laden. O filme inicialmente iria relatar apenas as estratégias, caçadas e as missões dos americanos para capturar o terrorista. Um grupo radical indiano protestou, pelo fato do filme ser rodado na Índia mesmo com a história se passando no Paquistão. A diretora Kathryn Bigelow não conseguiu autorização para rodar neste país.

## Elenco
- Jessica Chastain ..... Maya
- Jason Clarke ..... Dan
- Joel Edgerton ..... Patrick, líder SEAL Team Six
- Jennifer Ehle ..... Jessica
- Mark Strong ..... George
- Kyle Chandler ..... Joseph Bradley
- Édgar Ramírez ..... Larry
- James Gandolfini ..... Diretor da CIA
- Chris Pratt ..... Justin, membro SEAL Team Six
- Callan Mulvey ..... Saber, membro SEAL Team Six
- Fares Fares ..... Hakim
- Reda Kateb ..... Ammar
- Harold Perrineau Jr. ..... Jack
- Stephen Dillane ..... Assessor da Segurança Nacional (EUA)

## Produção

### Título
Inicialmente o título do filme era Kill Bin Laden. O título Zero Dark Thirty, só veio a ser confirmado em março de 2012. Bigelow explicou a EW que "o novo título foi retirado da expressão militar que significa 30 minutos após a meia noite. É uma referência a um determinado momento da operação que matou o terrorista. O time responsável por invadir o esconderijo atacou o lugar pouco depois de uma hora da manhã".  O ex-marido James Cameron estava em negociações para escrever e dirigir o filme, mas desistiu devido a produção da sequência de Avatar.[carece de fontes?]

### Escrita
Bigelow e Boal estavam prestes a começar a filmar quando surgiram notícias de que Bin Laden havia sido morto. Eles, imediatamente, engavetaram o filme que estavam trabalhando e redirecionaram seu foco, essencialmente, começando do zero. "Mas muito do trabalho de casa que eu tinha feito para o script primeiro e um monte de contatos que fiz, transitadas", Boal observou durante uma entrevista à Entertainment Weekly. Ele acrescentou: "Os anos que passou a falar com militares e operadores de inteligência envolvidos na luta contra o terrorismo foi útil para ambos os projetos. Alguns dos terceirização Eu tinha desenvolvido muito, muito tempo continuou a ser útil para esta versão ".
Em janeiro de 2012, Departamento da Defesa dos Estados Unidos iniciou investigações sobre a produção do filme. O inspetor geral do Pentágono abriu uma investigação para descobrir se alguns produtores de cinema receberam informações secretas, que teriam vazado sem autorização, sobre a morte de Osama Bin Laden.

## Prêmios e Nomeações
| Prêmio                                   | Categoria               | Recebedor(s)                                | Resultado |
| ---------------------------------------- | ----------------------- | ------------------------------------------- | --------- |
| New York Film Critics Circle Awards 2012 | Melhor Filme            | —                                           | Venceu    |
| New York Film Critics Circle Awards 2012 | Melhor Diretor          | Kathryn Bigelow                             | Venceu    |
| New York Film Critics Circle Awards 2012 | Melhor Fotografia       | Greig Fraser                                | Venceu    |
| Satellite Awards 2012                    | Melhor Roteiro Original | Mark Boal                                   | Indicado  |
| Satellite Awards 2012                    | Melhor Atriz            | Jessica Chastain                            | Indicado  |
| Satellite Awards 2012                    | Melhor Diretor          | Kathryn Bigelow                             | Indicado  |
| Satellite Awards 2012                    | Melhor Filme            | —                                           | Indicado  |
| Prêmios Globo de Ouro 2013               | Melhor Roteiro          | Mark Boal                                   | Indicado  |
| Prêmios Globo de Ouro 2013               | Melhor Atriz - Drama    | Jessica Chastain                            | Venceu    |
| Prêmios Globo de Ouro 2013               | Melhor Diretor          | Kathryn Bigelow                             | Indicado  |
| Prêmios Globo de Ouro 2013               | Melhor Filme - Drama    | —                                           | Indicado  |
| Prémio Screen Actors Guild 2013          | Melhor Atriz            | Jessica Chastain                            | Indicado  |
| Oscar 2013                               | Melhor Roteiro Original | Mark Boal                                   | Indicado  |
| Oscar 2013                               | Melhor Atriz            | Jessica Chastain                            | Indicado  |
| Oscar 2013                               | Melhor Edição de Som    | Paul N. J. Ottosson                         | Venceu    |
| Oscar 2013                               | Melhor Montagem         | Dylan Tichenor e William Goldenberg         | Indicado  |
| Oscar 2013                               | Melhor Filme            | Mark Boal, Kathryn Bigellow e Megan Alisson | Indicado  |